# NGC 3997
NGC 3997 је спирална галаксија у сазвежђу Лав која се налази на NGC листи објеката дубоког неба.
Деклинација објекта је + 25° 16' 15" а ректасцензија 11h 57m 48,5s. Привидна величина (магнитуда) објекта NGC 3997 износи 13,2 а фотографска магнитуда 14,0. NGC 3997 је још познат и под ознакама UGC 6942, MCG 4-28-102, CGCG 127-114, IRAS 11552+2532, WAS 38, KUG 1155+255B, PGC 37629.